# Ronde van Burgos 2010
De Ronde van Burgos 2010 (Spaans: Vuelta a Burgos 2010) werd gehouden van woensdag 4 tot en met zondag 8 augustus en maakte deel uit van de UCI Europe Tour 2010. De renners moesten in totaal 657,3 kilometers afleggen, verdeeld over vijf etappes. De eindwinnaar werd Samuel Sánchez. Hij won twee etappes in deze ronde, de 2e en de 5e. Hij won met één seconde voorsprong op zijn landgenoot Ezequiel Mosquera, Vincenzo Nibali was de nummer drie.

## Startlijst
| Caisse d'Epargne | Euskaltel - Euskadi | Rabobank |
| - 1. David Arroyo - 2. Juan José Cobo - 3. Imanol Erviti - 4. José Vicente García Acosta - 5. José Iván Gutiérrez - 6. David López García - 7. Luis Pasamontes - 8. Francisco Pérez Sánchez | - 11. Samuel Sánchez - 12. Aitor Hernández - 13. Igor Antón - 14. Mikel Nieve - 15. Juan José Oroz - 16. Pablo Urtasun - 17. Koldo Fernández - 18. Romain Sicard                 | - 21. Mauricio Ardila - 22. Laurens ten Dam - 23. Bram Tankink - 24. Pieter Weening - 25. Nick Nuyens - 26. Sebastian Langeveld - 27. Steven Kruijswijk - 28. —                                 |
| Footon-Servetto | Team Katusha | Liquigas-Doimo |
| - 31. Noé Gianetti - 32. Vidal Celis - 33. Enrique Mata - 34. David Gutiérrez Palacios - 35. Pedro Merino - 36. David Gutiérrez Gutiérrez - 37. Daniel Díaz - 38. Johnny Walker             | - 41. Aleksandr Botsjarov - 42. Joan Horrach - 43. Vladimir Karpets - 44. Sergej Klimov - 45. Luca Mazzanti - 46. Filippo Pozzato - 47. Giampaolo Caruso - 48. Denis Galimzjanov | - 51. Valerio Agnoli - 52. Oliver Zaugg - 53. Davide Cimolai - 54. Mauro Finetto - 55. Robert Kišerlovski - 56. Vincenzo Nibali - 57. Ivan Santaromita - 58. Frederik Willems                   |
| Andalucia - Cajasur | Xacobeo Galicia | Vacansoleil Pro Cycling Team |
| - 61. José Toribio Alcolea - 62. José Ángel Gómez - 63. Javier Moreno - 64. Sergio Carrasco - 65. Antonio Piedra - 66. Manuel Ortega - 67. Jorge Martín Montenegro - 68. Manuel Calvente    | - 71. Ezequiel Mosquera - 72. David García - 73. Gustavo César Veloso - 74. Pablo Torres - 75. Gonzalo Rabuñal - 76. Serafín Martínez - 77. Delio Fernández - 78. Marcos García  | - 81. Romain Feillu - 82. Brice Feillu - 83. Frederik Veuchelen - 84. Wout Poels - 85. Timothy Stevens - 86. — - 87. Stéphane Rossetto - 88. —                                                  |
| Acqua & Sapone | Sky Cycling Team | Quick Step |
| - 91. Dario Andriotto - 92. Massimo Codol - 93. Stefano Garzelli - 94. Francesco Di Paolo - 95. Vladimir Miholjević - 96. Dídac Ortega - 97. Luca Paolini - 98. Cayetano Sarmiento          | - 101. Morris Possoni - 102. Nicolas Portal - 103. Dario Cioni - 104. Kurt-Asle Arvesen - 105. John-Lee Augustyn - 106. Davide Viganò - 107. Sylvain Calzati - 108. —            | - 111. Addy Engels - 112. Mauro Facci - 113. Kurt Hovelijnck - 114. Kevin Hulsmans - 115. Nikolas Maes - 116. Andreas Stauff - 117. Kevin Van Impe - 118. Guillaume Van Keirsbulck              |
| Topsport Vlaanderen - Mercator | Ceramica Flaminia | Androni Giocattoli |
| - 121. Sander Armée - 122. Pieter Jacobs - 123. Maarten Neyens - 124. Jérôme Baugnies - 125. Preben Van Hecke - 126. Kristof Vandewalle - 127. Tim Mertens - 128. Stijn Neirynck            | - 131. Raivis Belohvoščiks - 132. Santo Anzà - 133. Filippo Baggio - 134. Luca Celli - 135. Alessandro Maserati - 136. Enrico Rossi - 137. Andrea Noè - 138. Marco Liquori       | - 141. Michele Scarponi - 142. Alberto Loddo - 143. Rubens Bertogliati - 144. Alessandro Bertolini - 145. Thomas Bertolini - 146. Fabrice Piemontesi - 147. Luca Solari - 148. Damiano Margutti |
| Burgos 2016 - Castilla y Leon | Orbea | |
| - 151. Iván Melero - 152. Raúl Santamarta - 153. Oscar Grau - 154. Gregory Obando - 155. David Francisco - 156. Manuel Anton - 157. Lluís Mas - 158. Pascual Orengo                         | - 161. Mikel Ilundain - 162. Aritz Etxebarria - 163. Joseba Larralde - 164. Xabier Zabalo - 165. Ricardo García - 166. Beñat Urain - 167. Jon Izagirre - 168. Mikel Landa        | |

## Klassementsleiders
| Etappe    | Algemeen         | Punten          | Berg                 | Sprint         | Ploegen           |
| 1         | Koldo Fernández  | Koldo Fernández | Manuel Calvente      | Mikel Ilundain | Andalucía-Cajasur |
| 2         | Samuel Sánchez   | Samuel Sánchez  | Manuel Calvente      | Mikel Ilundain | Caisse d'Epargne  |
| 3         | Giampaolo Caruso | Filippo Pozzato | Manuel Calvente      | Mikel Ilundain | Team Katjoesja    |
| 4         | Giampaolo Caruso | Romain Feillu   | Manuel Calvente      | Mikel Ilundain | Team Katjoesja    |
| 5         | Samuel Sánchez   | Samuel Sánchez  | José Toribio Alcolea | Mikel Ilundain | Liquigas-Doimo    |
| Eindstand | Samuel Sánchez   | Samuel Sánchez  | José Toribio Alcolea | Mikel Ilundain | Liquigas-Doimo    |

## Etappe-uitslagen

### 1e etappe
| Villasana de Mena – Medina de Pomar (143 km) |                   |                   |          |
| Plaats                                       | Naam              | Ploeg             | tijd     |
| Winnaar                                      | Koldo Fernández   | Euskaltel-Euskadi | 3u34'03" |
| 2                                            | Nikolas Maes      | Quick Step        | z.t.     |
| 3                                            | Romain Feillu     | Vacansoleil       | z.t.     |
|                                              |                   |                   |          |
| 9                                            | Steven Kruijswijk | Rabobank          | z.t.     |

### 2e etappe
| Burgos – Miranda de Ebro (165 km) |                     |                        |          |
| Plaats                            | Naam                | Ploeg                  | tijd     |
| Winnaar                           | Samuel Sánchez      | Euskaltel-Euskadi      | 4u14'19" |
| 2                                 | José Iván Gutiérrez | Caisse d'Epargne       | z.t.     |
| 3                                 | Kristof Vandewalle  | Topsport Vlaanderen-M. | +00'04"  |
|                                   |                     |                        |          |
| 13                                | Laurens ten Dam     | Rabobank               | +00'20"  |

### 3e etappe
| Queso de Sasamon – Melgar de Fernamental (ploegentijdrit 21,3 km) |                |         |
| Plaats                                                            | Ploeg          | tijd    |
|                                                                   | Team Katusha   | 21'42"  |
| 2                                                                 | Liquigas-Doimo | +00'07" |
| 3                                                                 | Rabobank       | +00'11" |

### 4e etappe
| Vivar del Cid – Salas de los Infantes (173 km) |                   |                        |          |
| Plaats                                         | Naam              | Ploeg                  | tijd     |
| Winnaar                                        | Romain Feillu     | Vacansoleil            | 4u05'27" |
| 2                                              | Denis Galimzjanov | Team Katusha           | z.t.     |
| 3                                              | Enrico Rossi      | Ceramica Flaminia      | z.t.     |
|                                                |                   |                        |          |
| 6                                              | Tim Mertens       | Topsport Vlaanderen-M. | z.t.     |
| 20                                             | Steven Kruijswijk | Rabobank               | z.t.     |

### 5e etappe
| Vilviestre del Pinar – Lagunas de Neila (155 km) |                   |                        |          |
| Plaats                                           | Naam              | Ploeg                  | tijd     |
| Winnaar                                          | Samuel Sánchez    | Euskaltel-Euskadi      | 3u59'39" |
| 2                                                | Ezequiel Mosquera | Xacobeo-Galicia        | +00'01"  |
| 3                                                | Vincenzo Nibali   | Liquigas-Doimo         | +00'16"  |
|                                                  |                   |                        |          |
| 7                                                | Steven Kruijswijk | Rabobank               | +00'53"  |
| 28                                               | Jérôme Baugnies   | Topsport Vlaanderen-M. | +03'34"  |

## Eindklassementen
| Plaats      | Naam                | Ploeg                  | Tijd      |
| ----------- | ------------------- | ---------------------- | --------- |
| Paarse trui | Samuel Sánchez      | Euskaltel-Euskadi      | 16u15'38" |
| 2           | Ezequiel Mosquera   | Xacobeo-Galicia        | + 00' 01" |
| 3           | Vincenzo Nibali     | Liquigas-Doimo         | + 00' 21" |
| 4           | Oliver Zaugg        | Liquigas-Doimo         | + 00' 37" |
| 5           | Morris Possoni      | Team Sky               | + 00' 41" |
| 6           | José Iván Gutiérrez | Caisse d'Epargne       | + 00' 44" |
| 7           | Giampaolo Caruso    | Team Katusha           | + 00' 45" |
| 8           | Steven Kruijswijk   | Rabobank               | + 00' 56" |
| 9           | Igor Antón          | Euskaltel-Euskadi      | + 00' 57" |
| 10          | Laurens ten Dam     | Rabobank               | + 01' 12" |
|             |                     |                        |           |
| 21          | Kristof Vandewalle  | Topsport Vlaanderen-M. | + 03' 47" |

| Plaats      | Naam             | Ploeg             | Punten |
| ----------- | ---------------- | ----------------- | ------ |
| Groene trui | Samuel Sánchez   | Euskaltel-Euskadi | 50     |
| 2           | Romain Feillu    | Vacansoleil       | 41     |
| 3           | Giampaolo Caruso | Team Katusha      | 32     |

| Plaats    | Naam                 | Ploeg              | Punten |
| --------- | -------------------- | ------------------ | ------ |
| Rode trui | José Toribio Alcolea | Androni Giocattoli | 38     |
| 2         | Samuel Sánchez       | Euskaltel-Euskadi  | 36     |
| 3         | Ezequiel Mosquera    | Xacobeo-Galicia    | 26     |

| Plaats      | Naam                 | Ploeg              | Punten |
| ----------- | -------------------- | ------------------ | ------ |
| Blauwe trui | Mikel Ilundain       | Orbea              | 19     |
| 2           | José Toribio Alcolea | Androni Giocattoli | 14     |
| 3           | Manuel Calvente      | Androni Giocattoli | 6      |

| Plaats | Ploeg             | Tijd      |
| ------ | ----------------- | --------- |
|        | Liquigas-Doimo    | 48u49'28" |
| 2      | Euskaltel-Euskadi | + 00' 40" |
| 3      | Xacobeo-Galicia   | + 01' 53" |

1946 · 1947 · 1948–1980 · 1981 · 1982 · 1983 · 1984 · 1985 · 1986 · 1987 · 1988 · 1989 · 1990 · 1991 · 1992 · 1993 · 1994 · 1995 · 1996 · 1997 · 1998 · 1999 · 2000 · 2001 · 2002 · 2003 · 2004 · 2005 · 2006 · 2007 · 2008 · 2009 · 2010 · 2011 · 2012 · 2013 · 2014 · 2015 · 2016 · 2017 · 2018 · 2019 · 2020 · 2021 · 2022 · 2023 · 2024 · 2025